# Copula sivickisi
Copula sivickisi (Stiasny, 1926) è una cubomedusa appartenente alla famiglia Carybdeidae. È l'unica specie nel genere Copula (Bentlage, Cartwright, Yanagihara, Lewis, Richards & Collins, 2010).
La C. sivickisi è una cubomedusa di piccole dimensioni, con quattro tentacoli e attiva principalmente di notte. La caratteristica particolare della specie sta nel suo rituale di accoppiamento e nella fecondazione interna delle uova.

## Distribuzione e habitat
La specie vive nell'oceano Indiano (ad ovest di Sumatra) e nell'oceano Pacifico. La sua diffusione nel Pacifico va dal Giappone  a Taiwan e le Filippine, lungo le coste del Vietnam e della Tailandia, fino all'Australia del nord, la Nuova Zelanda, la Micronesia ed Hawaii.

## Descrizione
Il nome le è stato attribuito in onore allo zoologo lituano Pranciškus Baltrus Šivickis.
La C. sivickisi è fra le specie più piccole fra i cubozoi: può misurare fino a 13 mm di lunghezza e 10 mm di diametro della campana, la quale ha una forma  "a scatola".  Può raggomitolarsi tirando i tentacoli in dentro ed attaccarsi a supporti come le alghe per numerose ore grazie a un cuscinetto adesivo, un comportamento che usano di solito di giorno, aspettando le ore notturne per cacciare.
I giovani esemplari di C. sivickisi sono di colore giallo chiaro, con otto punti rossi sopra il margine radiale e non hanno tracce di verruche (gruppi di nematocisti) sull'ombrella, dispongono però di alcuni cirri gastrici nello stomaco, al contrario ad esempio delle giovani Carukia barnesi, che ne sono privi.
Nel caso le condizioni vitali peggiorino, per esempio se la temperatura dell'acqua scende al disotto di 20 °C, i polipi adulti si contraggono e racchiudono in uno strato di muco trasparente che si solidifica formando una ciste. Questo comportamento permette la sopravvivenza in condizioni ambientali sfavorevoli; è stato osservato che la ciste si disgrega quando la temperatura raggiunge i 28 °C. Un simile comportamento protettivo del polipo è stato osservato anche nella Tripedalia cystophora, nella Alatina alata, nella Carybdea marsupialis, nella Carybdea morandinii e nella Chironex fleckeri, in alcuni casi quando cambia la salinità dell'acqua ed in altri quando si abbassa la temperatura.
La specie è stata studiata sotto il nome di Carybdea sivickisi, ma recenti analisi molecolari filogenetiche suggeriscono che sia più vicina alla Tripedalia cystophora piuttosto che alle altre meduse del genus Carybdea.  La C. sivickisi ha un dimorfismo nelle gonadi e produce spermatofori, come la T. cystophora; inoltre, i maschi hanno sacche seminali sub-gastriche.  Le femmine hanno macchie scure sull'esombrella appena diventano mature. Per mantenere la monofilia del genere Carybdea, è stato creato il genere Copula per ospitare questa specie.

## Rituale di accoppiamento
Il rituale di accoppiamento della specie è complesso per questo tipo di organismo e ne costituisce la caratteristica principale che dà anche il nome al genus. La danza nuziale inizia con il maschio che si aggrappa ad un tentacolo della femmina e le si avvicina. Il maschio produce uno spermatoforo,  un agglomerato di sperma, di colore arancio-rosso e lo passa alla femmina. Il maschio si separa, mentre la femmina usa tre dei suoi tentacoli per spingerlo lungo il manubrio per fertilizzare le uova presenti nella campana. Le femmine possono ricevere fino a otto spermatofori nell'arco di un paio d'ore. I maschi, da parte loro, possono produrre e trasmettere sei spermatofori nello stesso arco di tempo ed iniziare la danza nuziale quando la femmina è ancora attaccata ad un altro maschio.
Dopo un giorno, rilascerà un filamento biancastro lungo circa 30mm che contiene migliaia di embrioni e blastule accompagnati da nematocisti. Nell'arco di cinque giorni, le blastule si trasformano in polipi primari che si sviluppano in polipi adulti nell'arco di 40 giorni. Il polipo adulto, lungo circa 0.6 mm, è capace di spostarsi strisciando, per cambiare postazione. A loro volta i polipi inizieranno una metamorfosi per trasformarsi in meduse dopo circa 95 giorni dalla fertilizzazione. A questo punto, le giovani meduse crescono rapidamente in dimensioni fino a divenire meduse adulte.